# Sarah Borwell
Sarah Leah Borwell (Middlesbrough, 20 augustus 1979) is een voormalig tennisspeelster uit het Verenigd Koninkrijk. Zij is rechtshandig en heeft een tweehandige backhand. Zij was actief in het proftennis van 2002 tot en met 2013.

## Loopbaan
Borwell debuteerde in 2002 op het ITF-circuit in Bath, Engeland. In 2006 won zij haar eerste ITF-toernooi in Sheffield, Groot-Brittannië. Zij won drie ITF-titels in het enkelspel en acht in het dubbelspel.
In 2005 kwalificeerde Borwell zich voor het eerst voor een WTA-hoofdtoernooi, op het toernooi van Québec. Haar beste resultaat in het WTA-circuit is het bereiken van de tweede ronde in Birmingham.
In het dubbelspel speelde Borwell in 2008 voor het eerst op een WTA-toernooi, in Straatsburg samen met de Belgische Debbrich Feys. Later dat jaar bereikte zij aan de zijde van de Amerikaanse Courtney Nagle in Bad Gastein de halve finale, evenals in 2009 samen met de Canadese Sharon Fichman. In 2009 en 2010 was Borwell deel van het Britse Fed Cup-team – zij speelde daar uitsluitend dubbelspel-rubbers, met verschillende Britse dames: Melanie South, Anne Keothavong, Elena Baltacha en Katie O'Brien; bij de Fed Cup behaalde zij een winst/verlies-balans van 4–3.

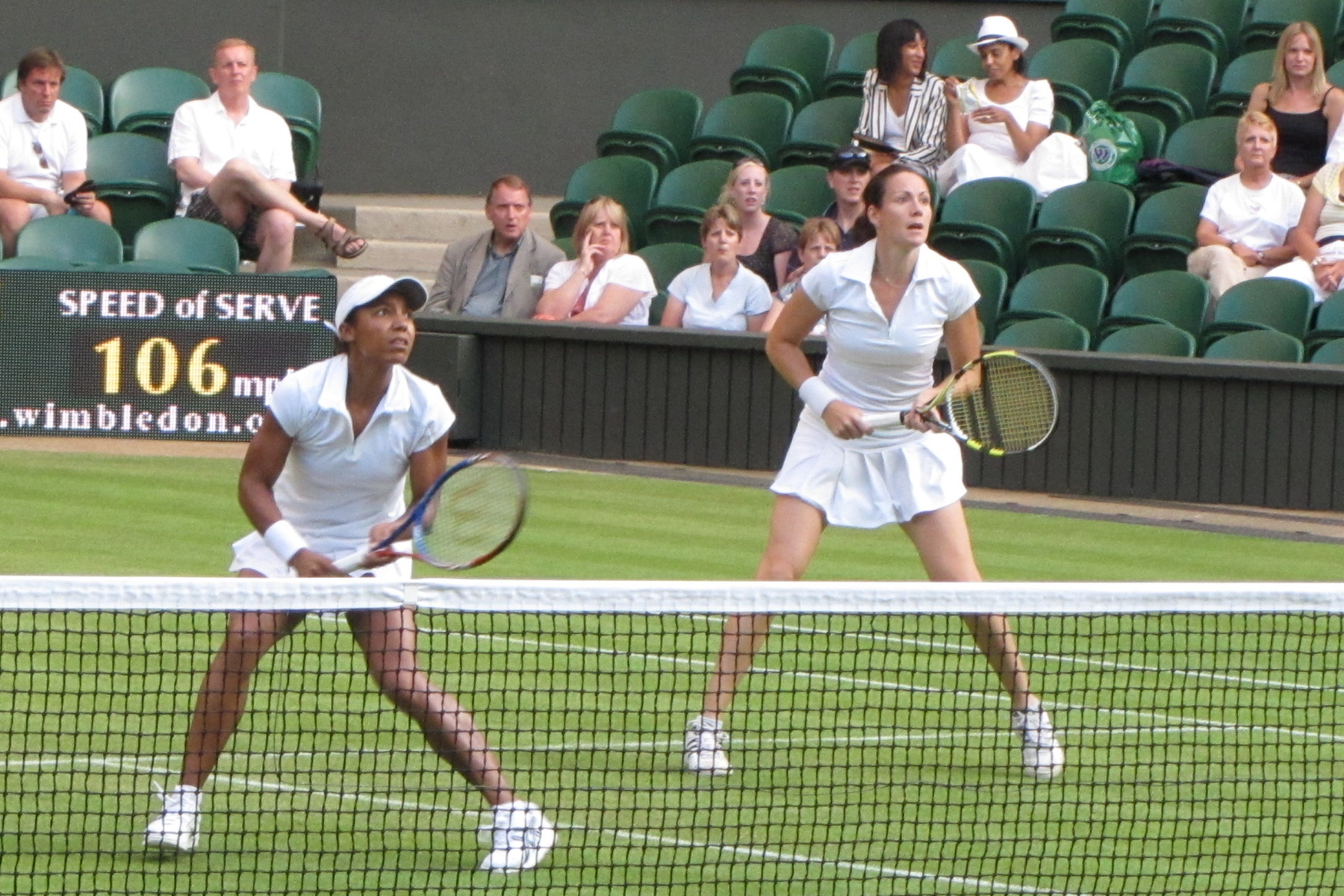
Borwell (rechts) met Raquel Kops-Jones (links) op Wimbledon 2010

Vanaf 2010 speelde zij geen enkelspeltoernooien meer. In het dubbelspel werd Raquel Kops-Jones haar voornaamste partner. Op het WTA-toernooi van Ponte Vedra Beach 2010 was weer de halve finale haar eindstation, evenals drie maanden later in Stanford. Dat bracht haar op haar hoogste notering op de WTA-ranglijst: de 65e plaats (augustus 2010). Een WTA-finaleplaats bereikte zij nooit.
Haar beste resultaat op de grandslamtoernooien is het bereiken van de tweede ronde, op Wimbledon 2006. Op het Australian Open bereikte zij de tweede ronde in het vrouwendubbelspel (2010, met Raquel Kops-Jones) en op Wimbledon tweemaal in het gemengd dubbelspel (2009 en 2010, aan de zijde van Colin Fleming).

## Posities op deWTA-ranglijst
Positie per einde seizoen:
| jaartal | ranking enkelspel | ranking dubbelspel |
| ------- | ----------------- | ------------------ |
| 2002    | 744               | –                  |
| 2003    | 349               | 556                |
| 2004    | 417               | 441                |
| 2005    | 331               | 343                |
| 2006    | 218               | 244                |
| 2007    | 264               | 482                |
| 2008    | 363               | 123                |
| 2009    | 829               | 76                 |
| 2010    | –                 | 69                 |
| 2011    | –                 | 325                |
| 2012    | –                 | 868                |

## Resultaten grandslamtoernooien
| Legenda | Legenda                          |
| ------- | -------------------------------- |
| g.t.    | geen toernooi gehouden           |
| l.c.    | lagere categorie                 |
| –       | niet deelgenomen                 |
| G       | uitgeschakeld in de groepsfase   |
| 1R      | uitgeschakeld in de eerste ronde |
| 2R      | uitgeschakeld in de tweede ronde |
| 3R      | uitgeschakeld in de derde ronde  |
| 4R      | uitgeschakeld in de vierde ronde |
| KF      | uitgeschakeld in de kwartfinale  |
| HF      | uitgeschakeld in de halve finale |
| F       | de finale verloren               |
| W       | het toernooi gewonnen            |
| w-v     | winst/verlies-balans             |

### Enkelspel
| Toernooi        | 2005 | 2006 | w-v |
| --------------- | ---- | ---- | --- |
| Australian Open | –    | –    | 0-0 |
| Roland Garros   | –    | –    | 0-0 |
| Wimbledon       | 1R   | 2R   | 1-2 |
| US Open         | –    | –    | 0-0 |

### Vrouwendubbelspel
| Toernooi        | 2003 | 2004 | 2005 | 2006 | 2007 | 2008 | 2009 | 2010 | 2011 | w-v |
| --------------- | ---- | ---- | ---- | ---- | ---- | ---- | ---- | ---- | ---- | --- |
| Australian Open | –    | –    | –    | –    | –    | –    | –    | 2R   | 1R   | 1-2 |
| Roland Garros   | –    | –    | –    | –    | –    | –    | 1R   | 1R   | –    | 0-2 |
| Wimbledon       | 1R   | 1R   | 1R   | 1R   | 1R   | 1R   | 1R   | 1R   | 1R   | 0-9 |
| US Open         | –    | –    | –    | –    | –    | –    | 1R   | –    | –    | 0-1 |

### Gemengd dubbelspel
| Toernooi        | 2003 |    | 2007 | 2008 | 2009 | 2010 | w-v |
| --------------- | ---- | -- | ---- | ---- | ---- | ---- | --- |
| Australian Open | –    | –  | –    | –    | –    | 0-0  |     |
| Roland Garros   | –    | –  | –    | –    | –    | 0-0  |     |
| Wimbledon       | 1R   | 1R | 1R   | 2R   | 2R   | 2-5  |     |
| US Open         | –    | –  | –    | –    | –    | 0-0  |     |